# Василиса и хранители времени (фильм)
«Василиса и хранители времени» — российский фильм-сказка. Режиссёр — Павел Лунгин. Премьера состоялась в октябре 2024 года.
Первый фильм-фэнтези, снятый Павлом Лунгиным.

## Сюжет
За разные провинности Хранители времени лишили магии и сослали на Землю волшебника. Там он обретает внучку Василису, которая от природы наделена волшебными способностями. Они знакомятся с блогером Дашей, которая живёт вниманием и любовью своих поклонников в социальных сетях: чем больше их армия и чем больше их лайков, тем моложе и красивее она становится, но ей этого мало, и она хочет овладеть волшебной силой Василисы, чтобы обрести вечную молодость.

## В ролях
- Маша Кошина — Василиса
- Дарья Мороз — Даша
- Сергей Гармаш — дед Николай
- Юрий Кузнецов
- Агриппина Стеклова
- Дмитрий Куличков — Хеймдаль
- Антон Рогачёв
- Евгений Зеленский — Руслан
- Полина Тимакова — фанатка
- Татевуи Ягутьян — Лина
- Владимир Котов — торговец ёлками
- Анна Изотова — фанатка
- Камиль Сафиуллин — Коля
- Леонид Ярмольник — текст от автора

## Авторы о фильме
Павел Лунгин (режиссёр):
Мне всегда казалось, что в окружающем нас реальном мире действуют невидимые нам тайные волшебные силы. Поэтому в нашем фильме переплелись приметы современности — интернет, социальные сети и русская волшебная сказка.
Леонид Ярмольник (рассказчик):
Это мой учебник жизни — если у меня возникают вопросы, не только по профессии, я всегда задаю их Павлу Семёновичу. И так, как он отвечает, так никто не умеет. В молодости, когда мне предлагали ту или иную роль, я первым делом уточнял: а она со словами? Это было очень важно! Я горжусь этой работой, потому что вы меня вообще не увидите, но слов у меня много. И я согласился по простой причине — любой артист заинтересован понравиться режиссёру. Надеюсь, что в следующей работе Павла Семеновича я буду и виден, и слышен.
.

## Критика
Елизавета Казакова отметила, что «„Василиса и хранители времени“ — это отвратительная попытка популяризировать русский фольклор и сказки через понятные современным детям темы — соцсети, тренды и кумиры… Как кинообозреватель, я каждый месяц смотрю огромное количество фильмов и сериалов, но такого сказочного позора в российском кино давно не наблюдалось. „Василиса и хранители времени“ от режиссёра Павла Лунгина стал главным претендентом на звание „Худший фильм 2024 года“».
Людмила Бондырева считает, что «при всём нагромождении сюжетных линий режиссёру Павлу Лунгину удалось избежать морализаторства: зритель устал от поучателей», а также отмечает игру Дарьи Мороз в роли злодейки.
Кинокритик Давид Шнейдеров сказал, что экранизация сказок облегчает жизнь режиссерам, однако фэнтези от Павла Лунгина «должно быть интересным».
Сергей Кравченко в рецензии на ivi раскритиковал фильм, отметив максимально убогий сеттинг и плохую работу сценаристов. Борис Гришин в рецензии на kino.mail.ru отметил, что «Смотреть фильм с детьми всё же не стоит. Взрослым, может, и понравится, если продерутся через долгие закадровые рассказы и навязчивую музыку, сопровождающую практически все сцены».

## Прокат
Фильм вышел в прокат 3 октября.
По предварительным данным, за первый уик-энд октября фильм собрал 62 510 988 рублей в 2062 кинотеатрах и занял вторую строчку в рейтинге кинопроката России, уступив первую «Графу Монте-Кристо». По данным на январь 2025 года, фильм собрал в прокате более 185 миллионов рублей.